# Saint-Trivier-sur-Moignans
Saint-Trivier-sur-Moignans – miejscowość i gmina we Francji, w regionie Owernia-Rodan-Alpy, w departamencie Ain.

## Nazwa
Nazwa miejscowości wywodzi się od imienia św. Treweriusza (Triweriusza).

## Demografia
Według danych na styczeń 2012 roku gminę zamieszkiwały 1843 osoby, a gęstość zaludnienia wynosiła 43,9 osób/km².